# Кабільський тимчасовий уряд
Кабільський тимчасовий уряд (кабіл. Anavaḍ Aqvayli Uεḍil) — самопроголошений тимчасовий уряд у формі асоціації, сформованої в Парижі Рухом за автономію Кабілії та спрямованої на проголошення незалежності Кабілії.
Кабілія — це гірський регіон, розташований на схід від Алжиру, і є традиційним центром конфлікту. Кабіли, які розмовляють кабільською мовою (берберська мовна група), з часу здобуття Алжиром незалежності ведуть кампанію за визнання своєї мови та культури.

## Історія
Тимчасовий уряд, який виступає за самовизначення Кабілії, було сформовано ввечері 1 червня 2010 року в Парижі, щоб «більше не терпіти несправедливості, презирства та панування з боку уряду Алжиру». У прес-релізі Ферхат Мехенні, президент Руху за самовизначення Кабілії (МАК), заявив, що «нам було відмовлено в існуванні, зневажали нашу гідність, дискримінували на всіх рівнях, ми були позбавлені нашої ідентичності, наша мова та наша кабільська культура, позбавлені наших природних ресурсів, нами до цього дня в Алжирі керують як колонізованими людьми, навіть іноземці». Він додав, що «сьогодні, якщо ми створюємо наш тимчасовий уряд, то це для того, щоб не терпіти несправедливості, презирства, домінування, розчарування та дискримінації, які ми терпіли з 1962 року».
Тимчасовий кабільський уряд тоді складався з президента та дев'яти міністрів, двох жінок і семи чоловіків, з трьох субрегіонів Кабілі. Однак через глибокі розбіжності з президентом, якого звинувачували в уповільненні міністерських дій, міністр бюджету, міністр охорони здоров'я та солідарності, міністр внутрішніх справ і міністр у зв'язках із суспільством подали у відставку. 5-й міністр пішов у відставку після обрання Мехенні президентом MAK France. Мехенні також звільнив керівника апарату президента.
31 серпня 2013 року тимчасовий кабільський уряд був прийнятий як повноправний член Організації африканських держав, що розвиваються (Organization of Emerging African States — OEAS), американської неурядової організації, що базується у Вашингтоні.
26 серпня 2021 року Алжир видав міжнародний ордер на арешт Ферхата Мехенні.